# Eat Me, Drink Me
Eat Me, Drink Me (укр. «Їж мене, пий мене») — шостий студійний альбом американського рок-гурту Marilyn Manson, випущений 5 червня 2007 р. лейблом Interscope Records. Реліз записано в орендованій домашній студії у Голлівуді фронтменом Меріліном Менсоном та гітаристом і басистом Тімом Шьольдом. Платівку звів Шон Біван. Більшість музичних критиків схвально оцінили альбом.
Цей реліз став останнім альбомом, записаним з участю Тіма Шьольда. За словами Менсона, він проспівав більшість пісень, лежачи на підлозі студії й тримаючи мікрофон у руках. Це й стало причиною особливого звучання вокалу. Дві повністю готові композиції не потрапили до платівки, оскільки вони могли б зробити її перенасиченою.

## Запис
Наприкінці туру Grotesk Burlesk Tour лідер колективу страждав важкою депресією і мав намір завершити музичну кар'єру. Згодом він змінив думку й записав дуетом з Ширлі Менсон «Don't You Want Me», що мала увійти до збірки найкращих пісень, проте, на опінію виконавців, не відповідала їхньому рівню й тому її так і не видали.
Компіляцію Lest We Forget: The Best Of випустили 28 вересня 2004 р. Фронтмен назвав її «прощальним» (проте не останнім) альбомом колективу. У 2005 збірка отримала золотий статус. Після завершення рекламної кампанії гурт записав 8 чорнових пісень, одна з яких присвячена Енді Ворхолу. На підтримку компіляції гурт вирушив у тур Against All Gods Tour. У 2005 вийшов максі-сингл «The Nobodies: 2005 Against All Gods Mix», що містив ремікси «The Nobodies».
У листопаді 2005 Менсон почав працювати в студії. Однак зйомки фільму «Фантасмагорія: Видіння Льюїса Керрола», виставка власних художніх робіт та проблеми зі шлюбом пригальмували цей процес. У ніч Геловіну 2006 після відкриття галереї «Celebritarian Corporation Gallery of Fine Art» фронтмен серйозіше зайнявся своїми обов'язками вокаліста й автора текстів пісень. Загальна тривалість 6 гітарних соло Шьольда становить 3 хв. 39 с. Менсон заявив, що «[він] працював над альбомом так, ніби ви робите записи в щоденник», у результаті, на його думку, платівка відображає «більш зрілий музичний напрям творчості».
| Ліві лапки | Я працював усе своє життя, щоб записати таку платівку. Ти завжди маєш змінюватися, в іншому випадку ти не залишися артистом. Цей альбом став для мене найбільшим перевтіленням… Його слід прослухати, а не описувати... На цій платівці я справді хотів співати... Це не альбом про моє нещастя й плач. Я вважаю, що він імовірно сподобається більшій кількості людей через свій загальний людський фактор… Якби я писав рецензію, я б сказав, що він містить людожерський, споживацький, хтивий, пристрасно-сексуальний, романтичний аспекти в оптимістичному ритмі… Назву Eat Me, Drink Me навіяно історією, що трапилась кілька років тому, про німця, який з'їв чоловіка, котрий розмістив оголошення про те, що він хоче, щоб з ним так учинили. Хоча мені й не подобаються стосунки, які були між ними, вважаю, що ця історія є дуже цікавою в романтичному сенсі. | Праві лапки |

За оприлюдненою інформацією, всього Шьольд записав близько 20 пісень. 31 травня, за 5 днів до офіційного релізу, альбом став приступним для безкоштовного прослуховування на офіційній MySpace-сторінці гурту.

## Концепція й тематика
Найбільший літературний вплив на альбом спричинив роман «Лоліта» Володимира Набокова. Прикладами цього є пісні «Heart-Shaped Glasses», «Are You the Rabbit?» та «Eat Me, Drink Me». За словами Еван Рейчел Вуд, Менсон — прихильник творчості письменника. Однією з тем, що простежуються на платівці є вампіризм. Вампір протиставляється Христу, обоє повстають з мертвих, проте Ісус пропонує учням причаститися разом з ним своєю плоттю й кров'ю, а вампір навпаки п'є кров своїх жертв.
Деякий час поширювалися чутки, буцім трек «Mutilation is the Most Sincere Form of Flattery» спрямований проти гурту My Chemical Romance. Пізніше Менсон спростував їх, заявивши, що у тексті йде мова загалом про людей, які намагаються імітувати його. В одному інтерв'ю він сказав: «Мені соромно бути собою, оскільки ці люди насправді творять низькосортну, нікчемну, порожню версію зробленого мною». У відповідь на це Джерард Вей, вокаліст My Chemical Romance, заявив, що жодні закиди Менсона їх не принизять.
—Мерілін Менсон про концепцію альбому.

### Логотипи

Логотип ери Eat Me, Drink Me

Під час ери Eat Me, Drink Me широко використовувався логотип мінімалістичного недбало намальованого серця, що закручувалося в спіраль у центрі (в описах товарів в офіційній інтернет-крамниці має назву «спіраль у формі серця»). Фронтмен сказав, що це є проявом вдячності Еван Рейчел Вуд за її кохання, що стало творчим поштовхом, таким необхідним для створення платівки. Музикант має татуювання з цим символом на внутрішній стороні лівого зап'ястя.
На візуальний бік ери вплинув фільм Карла Фройнда 1935 р. «Шалене кохання». В оформленні Eat Me, Drink Me та синглу «Putting Holes in Happiness» зблизька можна побачити око лідера колективу з сердечками у зіницях, що символізують романтичного, оновленого Менсона, буквально із «серцями в очах». У вищезгаданій стрічці змальовано лікар, що ладен на все, аби домогтися кохання жінки. Це може відображати те, як Еван відродила у виконавця здатність творити.
Логотипом назви гурту, що використовувався під час ери, були дві іклоподібні червоні літери M, з яких стікала кров. Це, безперечно, символізує вампірську тематику альбому.

## Назва альбому
Назва, «Eat Me, Drink Me», відображає безліч ідей, усі з яких пов'язані з селебритарианізмом, концепцією створеною Менсоном. На платівці прослідковується ідея євхаристії. На думку Менсона, Ісус був першою знаменістю, а розп'яття — першим мерчем. Селебритарианізм передбачає поклоніння смерті та знаменитості й як наслідок її «споживання», що можна помітити на прикладі євхаристії.
Назва «Eat Me, Drink Me» (укр. «Їж мене, пий мене») слово в слово присутня в «Аліса в Країні чудес» Керрола. У творі вищезгадані інструкції зазначені на пиріжку та пляшці. Eat Me, Drink Me також можна розглядати з вампірського боку, позаяк вампіри проколюють тіло й харчуються, висмоктуючи кров жертви, буквально джерело їхнього життя.

## Рекламна кампанія

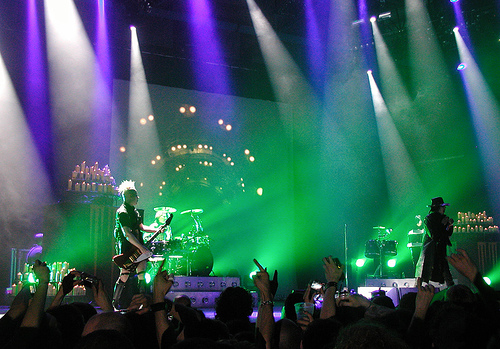
Живе виконання «If I Was Your Vampire» у 2007 р. під час ери «Eat Me, Drink Me».

15 квітня 2007 р. на MySpace-сторінці гурту з'явилися промо-фото. Наступного дня «If I Was Your Vampire» додали до програвача соціальної мережі. Через кілька годин оновився сайту гурту. Того ж дня Interscope розіслали прес-реліз з оформленням, зробленим Нелою Кьоніґ. Через дві доби лейбл зареєстрував обліковий запис колективу на VampireFreaks. 1 травня альбом потрапив до P2P-мереж. Менсон заявив, що йому байдуже, позаяк передчасний витік шкодить лейблам, а не самим виконавцям.
Для рекламування платівки Менсон провів прес-конференції та вечірки з попереднім прослуховуванням у Франції, Великій Британії та Німеччині. Останні заходи також відбулись у США та інших європейських країнах, їх відвідали журналісти й керівники фан-клубів. Щоб запобігти потраплянню альбому в інтернет унаслідок несанкціонованого запису чи копіювання провели обшук сумок, поширювалася заборона на мобільні телефони та пристрої звукозапису. Фронтмен двічі відвідав BBC Radio 1: 17 квітня — шоу Зейна Лоу та 23 травня — Live Lounge, де Менсон та Шьольд виконали акустичні версію «Heart-Shaped Glasses (When the Heart Guides the Hand)» та кавер «What Goes Around... Comes Around» Джастіна Тімберлейка. Гостям давали на вибір зіграти пісню Green Day, Тімберлейка, Емі Вайнхаус чи Muse.
Наступним кроком стало завантаження 18 травня на офіційний сайт альбому 16-сторінкового буклету. Подія збіглася у часі з автограф-сесією Менсона в крамниці Hot Topic, що відбулась у Каліфорнії, де фани, які заздалегідь отримали наручний браслет необхідний для потрапляння на захід, одержали копії буклету. Фронтмен підписував їх та, на прохання прихильників, інші речі протягом 2 годин. На автограф-сесії також поширювався ексклюзивний 2-трековий сингл «Heart-Shaped Glasses (When the Heart Guides the Hand)», наразі приступний у Hot Topic та онлайн. У крамниці також з'явилися три нові офіційні футболки. 25 травня в усіх американських магазинах Hot Topic відбулися вечірки з попереднім прослуховуванням платівки.
Кожен, хто попередньо замовив фізичну копію Eat Me, Drink Me в Newbury Comics, отримав ліцензовані склянки з символікою релізу. У Великій Британії поширювали коробки з шоколадними цукерками з написом «Eat Me» та міні-пляшки текіли з написом «Drink Me» на задній етикетці.

Через посилання, знайдене на європейському виданні окремку «Heart-Shaped Glasses (When the Heart Guides the Hand)», виявили міні-сайт присвячений альбому. marilynmansonvault.com містив тексти пісень, фотогалерею та мозаїку. Починаючи з 28 травня 2007 на ньому також можна було прослухати не більше двох треків на день. Після складання мозаїки для завантаження ставала приступною шпалера Eat Me, Drink Me, а для прослуховування — три композиції («Heart-Shaped Glasses (When the Heart Guides the Hand)», «If I Was Your Vampire», та «Evidence»). Офіційний реліз синглу збігся з відкриттям вебсторінки, на якій були скрінсейвер, рингтон і дві «класичні» пісні («Disposable Teens» та «The Dope Show»).
Композицію «If I Was Your Vampire» можна почути під час фінальних титрів пародійної стрічки «Вампіри смокчуть» та на її саундтреці.

### Акварелі
Багато акварелей, створених у період роботи над «Фантасмагорія: Видіння Льюїса Керрола», відображають концепцію фільму, світ кошмарів Керролла. Назва картини «The Flowers of Evil» є посиланням на поетичну збірку Шарля Бодлера 1857 р. «Квіти зла».

## Реліз
У середині січня Менсон оголосив через свій вебсайт, що запис Eat Me, Drink Me «майже завершено», і що гурт поїде у тур Rape of the World Tour на підтримку платівки, яка вийде 5 червня 2007. Роботу над оформленням альбому закінчили на початку лютого 2007 р., тим самим поклавши край підготовці до рекламної кампанії та публікації подробиць релізу. Менсон з'явився в Rolling Stone чотири рази: у березневій статті «Темне повернення Менсона» (англ. «Manson's Dark Return»), у замітці рубрики «The Smoking Section», його згадали у статті «50 альбомів, на які вам слід очікувати цього літа» та у невеликому фрагменті, що містив відверте фото фронтмена й Еван Рейчел Вуд, зроблене в готелі після зйомки відео «Heart-Shaped Glasses». На ньому гола Вуд лежить на Менсоні. Останній сидить і тримає пальці правої руки біля її ануса.
Іншими публікаціями стали матеріал з фронтменом у квітневому номері британського журналу Rock Sound, травневому випуску Revolver, інтерв'ю французькому журналу RockMag, онлайн-інтерв'ю для MTV, зосереджене на темі суїциду, стаття в Observer («The Life and Loves of a He-Devil»), часткова розшифровка дружньої бесіди з Алехандро Ходоровскі, інтерв'ю щодо способу життя в Німеччині для щомісячника BlondMag, восьмисторінкова стаття «Остання рок-зірка?» (англ. «The Last Rock Star?») червневого номера Spin, публікація Остіна Скеґґса, який провів 4 місяці з Менсоном, у Rolling Stone, стаття в газеті The Sun у рубриці «Something for the Weekend». У вересні 2007 «You and Me and the Devil Makes 3» випустили промо-синглом.
У США платівка дебютувала на 8-ій сходинці з результатом у 80 тис. проданих копій за перший тиждень. В Японії альбом посів 15-те місце, продавши 17 тис. копій за перший тиждень. Сайт About.com назвав реліз 10-им найкращим альбомом 2007.

### Обкладинка й паковання
На обкладинці Eat Me, Drink Me зображений Менсон у чорному одязі, який стоїть біля вікна, у кімнаті з кров'ю. На задній обкладинці є фото жінки, очі котрої прикриті рукою, можливо лідера гурту, на лівому боці розміщений треклист. У буклеті наведено слова Менсона: «Я хотів би подякувати тим небагатьом відданим, хто чекав на віддаленому кінці прірви, поки я зроблю цей альбом. Моїй матері й батьку, найкращим друзям (ви знаєте, хто ви). Тоні, Боббі та всім, хто пробачив мені мої проступки. Цей запис присвячується тим, хто мене підтримував. Перш за все, Еван».
Фото для передньої обкладинки зробив Нела Кьоніґ, а для задньої — Ентоні Сілва. Очі у формі сердечок є автопортретом Менсона.

### Формати
Альбом випустили у трьох фізичних форматах. Стандартний реліз у пластиковому контейнері містив один CD з 16-сторінковии буклетом. Також існують обмежене видання та видання з DVD. Наприкінці 2007 збірку інструменталів пісень «Bonus Track and Instrumentals from the Album Eat Me, Drink Me» виклали на YouTube. Вона містить пісні без вокалу та ремікс «Heart-Shaped Glasses (When the Heart Guides the Hand)». Реліз є неофіційним. Згодом на торентах з'явилася FLAC-версія повноцінного альбому.

## Список пісень
Автор слів Мерілін Менсон, автор музики Тім Шьольд. 
| #   | Назва                                                   | Тривалість |
| --- | ------------------------------------------------------- | ---------- |
| 1.  | «If I Was Your Vampire»                                 | 5:56       |
| 2.  | «Putting Holes in Happiness»                            | 4:31       |
| 3.  | «The Red Carpet Grave»                                  | 4:05       |
| 4.  | «They Said That Hell's Not Hot»                         | 4:17       |
| 5.  | «Just a Car Crash Away»                                 | 4:55       |
| 6.  | «Heart-Shaped Glasses (When the Heart Guides the Hand)» | 5:05       |
| 7.  | «Evidence»                                              | 5:19       |
| 8.  | «Are You the Rabbit?»                                   | 4:14       |
| 9.  | «Mutilation Is the Most Sincere Form of Flattery»       | 3:52       |
| 10. | «You and Me and the Devil Makes 3»                      | 4:24       |
| 11. | «Eat Me, Drink Me»                                      | 5:40       |

| Бонус-треки | Бонус-треки                                                                                                | Бонус-треки |
| #           | Назва | Тривалість  |
| ----------- | --- | ----------- |
| 12.         | «Heart-Shaped Glasses (Inhuman Remix)» (Міжнародний бонус-трек)                                            | 4:07        |
| 13.         | «Heart-Shaped Glasses (Space Cowboy Remix)» (Британський/Австралійський бонус-трек)                        | 5:24        |
| 14.         | «Putting Holes in Happiness (Acoustic Version)» (Японський бонус-трек)                                     | 4:10        |
| 15.         | «Heart-Shaped Glasses (When the Heart Guides the Hand) (Penetrate the Canvas Remix)» (Бонус-трек Best Buy) | 4:48        |
| 70:01       | |             |

| Бонус-DVD (Аудіо) | Бонус-DVD (Аудіо)                                        | Бонус-DVD (Аудіо) |
| #                 | Назва                                                    | Тривалість        |
| ----------------- | -------------------------------------------------------- | ----------------- |
| 1.                | «Putting Holes in Happiness (Boys Noize Remix)»          | 5:37              |
| 2.                | «Putting Holes in Happiness (Robots to Mars Mix)»        | 4:23              |
| 3.                | «Putting Holes in Happiness (Guitar Hero Remix)»         | 3:44              |
| 4.                | «Putting Holes in Happiness (Ginger Fish Remix)»         | 3:15              |
| 5.                | «Heart-Shaped Glasses (Penetrate the Canvas Remix)»      | 4:48              |
| 6.                | «Heart-Shaped Glasses (Hamel Remix)»                     | 7:01              |
| 7.                | «You and Me and the Devil Makes 3 (Adam Freeland Remix)» | 5:38              |
| 34:21             |                                                          |                   |

| Бонус-DVD (Відео) | Бонус-DVD (Відео)                                                  | Бонус-DVD (Відео) |
| #                 | Назва                                                              | Тривалість        |
| ----------------- | ------------------------------------------------------------------ | ----------------- |
| 1.                | «Heart-Shaped Glasses (When the Heart Guides the Hand)» (Explicit) |                   |
| 2.                | «Heart-Shaped Glasses (When the Heart Guides the Hand)» (Clean)    |                   |
| 3.                | «Putting Holes in Happiness» (Відеокліп)                           |                   |
| 4.                | «Track-by-track Interview» (Інтерв'ю з Меріліном Менсоном)         |                   |

## Чартові позиції
| Чарт (2007)     | Найвища позиція |
| --------------- | --------------- |
| Австралія       | 9               |
| Австрія         | 2               |
| Валлонія        | 9               |
| Велика Британія | 8               |
| Греція          | 7               |
| Данія           | 18              |
| Естонія         | 1               |
| Ірландія        | 23              |
| Іспанія         | 7               |
| Італія          | 7               |
| Канада          | 8               |
| Мексика         | 12              |
| Нідерланди      | 38              |
| Німеччина       | 4               |
| Нова Зеландія   | 18              |
| Норвегія        | 12              |
| Південна Корея  | 2               |
| Польща          | 36              |
| Португалія      | 25              |
| США             | 8               |
| Туреччина       | 1               |
| Угорщина        | 32              |
| Хорватія        | 7               |
| Фінляндія       | 9               |
| Фландрія        | 19              |
| Франція         | 5               |
| Чехія           | 12              |
| Швейцарія       | 4               |
| Швеція          | 10              |
| Японія          | 15              |

| Сингл                                                   | Чарт (2007)                         | Найвища позиція |
| ------------------------------------------------------- | ----------------------------------- | --------------- |
| «Heart-Shaped Glasses (When the Heart Guides the Hand)» | Австрія                             | 41              |
| «Heart-Shaped Glasses (When the Heart Guides the Hand)» | Велика Британія                     | 19              |
| «Heart-Shaped Glasses (When the Heart Guides the Hand)» | Ірландія                            | 46              |
| «Heart-Shaped Glasses (When the Heart Guides the Hand)» | Німеччина                           | 49              |
| «Heart-Shaped Glasses (When the Heart Guides the Hand)» | Швеція                              | 27              |
| «Heart-Shaped Glasses (When the Heart Guides the Hand)» | US Billboard Mainstream Rock Tracks | 24              |
| «Heart-Shaped Glasses (When the Heart Guides the Hand)» | US Billboard Modern Rock Tracks     | 31              |
| «Putting Holes in Happiness»                            | Німеччина                           | 83              |

## Сертифікації
| Країна       | Сертифікація | Наклад   |
| ------------ | ------------ | -------- |
| Росія (NFPF) | Золотий      | 10 тис.* |

*дані продажу базовано лише на сертифікації

## Історія випуску
| Реґіон | Дата          | Лейбл              | Формат |
| ------ | ------------- | ------------------ | ------ |
| Світ   | 5 червня 2007 | Interscope Records | CD     |

## Учасники
- Мерілін Менсон — вокал, ударні, тексти пісень, продюсер, фотограф, дизайн та оформлення
- Тім Шьольд — гітари, бас-гітара, клавішні, автор музики, звукорежисер, програмування, продюсер
- Шон Біван — зведення
- Ambooleg, Perou, Нела Кьоніґ, Ентоні Сілва — фотографи
- Ліам Ворд — дизайн та оформлення
- Еван Рейчел Вуд — полароїдні світлини
- Марк Вільямс — A&R